# Пролаз
Вижте пояснителната страница за други значения на Дервент.
Пролаз е село в Североизточна България. То се намира в община Търговище, област Търговище. Името на селото до 1934 година е Дербент.

## История
Селото попада в историко-географската област Герлово. Тук след археологическо проучване са регистрирани две древни поселения. Първата селищна могила е от халколита, с диаметър над 80 м и височина между 4 и 6 м, разположена върху естествено възвишение в местност Карамфилка на 2,5 км западно от селото. Второто селище е също от халколита, като се намира на 1,5 км южно от селото на брега на приток на река Врана, от двете страни на асфалтовия път за Омуртаг.

## Население
Численост на населението според преброяванията през годините:
| \| Година на преброяване \| Численост \| \| --------------------- \| --------- \| \| 1934 \| 229 \| \| 1946 \| 232 \| \| 1956 \| 219 \| \| 1965 \| 212 \| \| 1975 \| 219 \| \| 1985 \| 166 \| \| 1992 \| 167 \| \| 2001 \| 132 \| \| 2011 \| 117 \| \| 2021 \| 90 \| |           |
| Година на преброяване | Численост |
| 1934 | 229       |
| 1946 | 232       |
| 1956 | 219       |
| 1965 | 212       |
| 1975 | 219       |
| 1985 | 166       |
| 1992 | 167       |
| 2001 | 132       |
| 2011 | 117       |
| 2021 | 90        |

### Етнически състав
Преброяване на населението през 2011 г.
Численост и дял на етническите групи според преброяването на населението през 2011 г.:
|                     | Численост | Дял (в %) |
| Общо                | 117       | 100.00    |
| Българи             | 5         | 4.27      |
| Турци               | 35        | 29.91     |
| Цигани              | 0         | 0.00      |
| Други               | 0         | 0.00      |
| Не се самоопределят | 0         | 0.00      |
| Неотговорили        | 77        | 65.81     |

## Други
Дербент означава проход или крепост, която се намира покраѝ границата.